# Miguel Mucio
Miguel Mucio (también conocido por su nombre catalán Muç Miquel (Barcelona, 3 de diciembre de 1902 - Lübtheen, 27 de mayo de 1945) fue un ciclista español que corrió durante la década de los 20 del siglo XX.
En su palmarés destacan dos ediciones de la Volta a Cataluña, la del 1924 y 1925, siendo el primer ciclista que conseguía dos victorias de la Volta, y el Campeonato de España de ciclismo en ruta de 1927.

## Palmarés
1923
- 3º en el Campeonato de España en ruta

1924
- Volta a Cataluña , más 2 etapas.

1925
- Volta a Cataluña , más 1 etapa.

1927
- Campeonato de España en ruta
- Vuelta a Asturias, más 1 etapa.

1928
- Clásica de Ordizia